# Ptolémée (somatophylaque)
Pour les articles homonymes, voir Ptolémée (homonymie).
Ptolémée (en grec ancien Πτολεμαῖος / Ptolemaios) est un officier macédonien et l'un des sept gardes du corps (ou somatophylaques) d'Alexandre le Grand au début de la conquête de l'empire perse de 336 à 334 av. J.-C. Il trouve la mort durant le siège d'Halicarnasse alors qu'il commande deux bataillons (taxeis) d'hypaspistes.